# 本廣寺 (沼津市)
本廣寺（ほんこうじ）は、静岡県沼津市に所在する日蓮正宗の寺院。山号は駒瀬山（こませさん）。

## 起源と歴史
- 1466年（文正元年）6月8日 - 日蓮正宗大石寺第9世法主日有により建立される。
- 1900年（明治33年）大石寺とともに本門宗を離脱し、日蓮宗富士派(1912年日蓮正宗と改称)の設立に参加。
- 1905年（明治38年）4月7日 - 後の第58世法主日柱が住職となる。
- 1916年（大正5年）7月1日 - 後の第61世法主日隆が住職となる。
- 1928年（昭和3年）7月1日 - 後の第64世法主日昇が住職となる。
- 1942年（昭和17年）8月3日 - 後の第63世法主日満が住職となる。

## 所在地
- 静岡県沼津市石川616

## 寺院周辺
- 沼津市立浮島中学校
- 沼津市役所浮島市民窓口事務所

## 交通アクセス
- 東海道本線原駅から車で10分